# Лаура Зігемунд
Лаура Наталі Зігемунд (нім. Laura Natalie Siegemund, 4 березня 1988) — німецька тенісистка. 
Лаура народилася в Фільдерштадті й почала грати в теніс з трьох років. З 4 до 7 вона мешкала з батьками в Ер-Ріаді, з 9 до 10 — в Джакарті. 2016 року вона здобула ступінь бакалавра з психології Гагенського університету.
Відносний злет кар'єри Зігемунд почався 2016 року, коли завдяки низці вдалих виступів, вона змогла пробитися до першої 50-ки світового рейтингу. 
Свій перший титул WTA-туру в одиночному розряді вона здобула на Swedish Open 2016. Вона має в своєму активі три титули WTA в парному розряді (станом на липень 2016).
Граючи з хорватом Мате Павичом, Зігемунд виграла мікст на Відкритому чемпіонаті США 2016.
Весною 2017 року Зігемунд зазнала важкої травми коліна, що змусила її пропустити решту сезону.

### Фінали турнірів Великого шолома

#### Пари: 2 (1 титул, 1 поразка)
| Результат | Рік  | Турнір  | Поверхня | Партнерка       | Супротивниці                    | Рахунок        |
| --------- | ---- | ------- | -------- | --------------- | ------------------------------- | -------------- |
| Перемога  | 2020 | US Open | Хард     | Віра Звонарьова | Ніколь Меліхар Сюй Їфань        | 6–4, 6–4       |
| Поразка   | 2023 | US Open | Тверде   | Віра Звонарьова | Габріела Дабровскі Ерін Рутліфф | 6–7(9–11), 3–6 |

#### Мікст: 2 (2 титули)
| Результат | Рік  | Турнір                               | Поверхня | Партнер            | Супротивники               | Рахунок  |
| --------- | ---- | ------------------------------------ | -------- | ------------------ | -------------------------- | -------- |
| Перемога  | 2016 | US Open                              | Хард     | Мате Павич         | Коко Вандевей Ражів Рам    | 6–4, 6–4 |
| Перемога  | 2024 | Відкритий чемпіонат Франції з тенісу | Ґрунт    | Едуар Роже-Васслен | Дезіре Кравчик Ніл Скупскі | 6–4, 7–5 |

## Фінали турнірів WTA

### Одиночний розряд: 5 (2 титули)
| Результат | №   | Дата           | Турнір                                          | Поверхня  | Супротивниця        | Рахунок            |          |
| --------- | --- | -------------- | ----------------------------------------------- | --------- | ------------------- | ------------------ | -------- |
| Поразка   | 1.  | 24 квітня 2016 | Porsche Tennis Grand Prix, Штуттгарт, Німеччина | Ґрунт (i) | Анджелік Кербер     | 4–6, 0–6           |          |
| Перемога  | 1.  | 24 липня 2016  | Ericsson Open, Бостад, Швеція                   | Ґрунт     | Катеріна Сінякова   | 7–5, 6–1           |          |
| Перемога  | 2.  | 30 квітня 2017 | Porsche Tennis Grand Prix, Штуттгарт, Німеччина | Ґрунт (i) | Крістіна Младенович | 6–1, 2–6, 7–6(7–5) |          |
| Поразка   | 2–2 | Лип 2023       | WTA Poland Open, Польща                         | WTA 250   | Тверде              | Іга Свьонтек       | 0–6, 1–6 |
| Поразка   | 2–3 | Вер 2024       | Hua Hin Championships, Таїланд                  | WTA 250   | Тверде              | Ребекка Шрамкова   | 4–6, 4–6 |

### Парний розряд: 25 (16 титулів, 9 поразок)
| Легенда                        |
| ------------------------------ |
| Grand Slam (1–1)               |
| WTA Фінали (1–0)               |
| WTA 1000 (1–2)                 |
| WTA 500 (Premier) (2–3)        |
| WTA 250 (International) (10–3) |

| Фінали за покриттям |
| ------------------- |
| Тверде (13–6)       |
| Ґрунт (1–2)         |
| Трава (1–1)         |

| Фінали за умовами     |
| --------------------- |
| Відкритий корт (11–8) |
| Закритий корт (4–1)   |

| Результат | В-П  | Дата     | Турнір                                         | Категорія     | Покриття   | Партнер                 | Опоненти                                      | Рахунок               |
| --------- | ---- | -------- | ---------------------------------------------- | ------------- | ---------- | ----------------------- | --------------------------------------------- | --------------------- |
| Поразка   | 0–1  | Кві 2015 | Гран-прі принцеси Лалли Мер'єм, Марокко        | International | Ґрунт      | Марина Заневська        | Тімеа Бабош Крістіна Младенович               | 1–6, 6–7(5–7)         |
| Перемога  | 1–1  | Чер 2015 | Rosmalen Grass Court Championships, Нідерланди | International | Трава      | Ейджа Мухаммад          | Єлена Янкович Анастасія Павлюченкова          | 6–3, 7–5              |
| Перемога  | 2–1  | Лип 2015 | Brasil Tennis Cup, Бразилія                    | International | Ґрунт      | Анніка Бек              | Марія Ірігоєн Пауля Каня                      | 6–3, 7–6(7–1)         |
| Перемога  | 3–1  | Жов 2015 | BGL Luxembourg Open, Люксембург                | International | Тверде (i) | Мона Бартель            | Анабель Медіна Гаррігес Аранча Парра Сантонха | 6–2, 7–6(7–2)         |
| Поразка   | 3–2  | Чер 2016 | Mallorca Open, Іспанія                         | International | Трава      | Анна-Лена Фрідзам       | Габріела Дабровскі Марія Хосе Мартінес Санчес | 4–6, 2–6              |
| Поразка   | 3–3  | Сер 2018 | Connecticut Open, США                          | Premier       | Тверде     | Сє Шувей                | Андреа Сестіні Главачкова Барбора Стрицова    | 4–6, 7–6(9–7), [4–10] |
| Перемога  | 4–3  | Жов 2018 | Кубок Кремля, Росія                            | Premier       | Тверде (i) | Олександра Панова       | Дарія Юрак Ралука Олару                       | 6–2, 7–6(7–2)         |
| Перемога  | 5–3  | Вер 2019 | Guangzhou International Women's Open, КНР      | International | Тверде     | Пен Шуай                | Алекса Гуарачі Джуліана Ольмос                | 6–2, 6–1              |
| Перемога  | 6–3  | Вер 2020 | Відкритий чемпіонат США з тенісу, США          | Grand Slam    | Тверде     | Віра Звонарьова         | Ніколь Меліхар Сюй Їфань                      | 6–4, 6–4              |
| Перемога  | 7–3  | Бер 2022 | WTA Lyon Open, Франція                         | WTA 250       | Тверде (i) | Віра Звонарьова         | Алісія Барнетт Олівія Ніколлз                 | 7–5, 6–1              |
| Перемога  | 8–3  | Кві 2022 | Відкритий чемпіонат Маямі з тенісу, США        | WTA 1000      | Тверде     | Віра Звонарьова         | Вероніка Кудерметова Елісе Мертенс            | 7–6(7–3), 7–5         |
| Поразка   | 8–4  | Жов 2022 | Tallinn Open, Естонія                          | WTA 250       | Тверде (i) | Ніколь Меліхар-Martinez | Людмила Кіченок Надія Кіченок                 | 5–7, 6–4, [7–10]      |
| Перемога  | 9–4  | Жов 2022 | Transylvania Open, Румунія                     | WTA 250       | Тверде (i) | Кірстен Фліпкенс        | Камілла Рахімова Яна Сізікова                 | 6–3, 7–5              |
| Перемога  | 10–4 | Січ 2023 | Hobart International, Австралія                | WTA 250       | Тверде     | Кірстен Фліпкенс        | Вікторія Голубич Панна Удварді                | 6–4, 7–5              |
| Поразка   | 10–5 | Бер 2023 | Indian Wells Open, США                         | WTA 1000      | Тверде     | Беатріс Аддад Мая       | Барбора Крейчикова Катержина Сінякова         | 1–6, 7–6(7–3), [7–10] |
| Перемога  | 11–5 | Сер 2023 | Washington Open, США                           | WTA 500       | Тверде     | Віра Звонарьова         | Алекса Гуарачі Моніка Нікулеску               | 6–4, 6–4              |
| Поразка   | 11–6 | Вер 2023 | US Open, США                                   | Grand Slam    | Тверде     | Віра Звонарьова         | Габріела Дабровскі Ерін Рутліфф               | 6–7(9–11), 3–6        |
| Перемога  | 12–6 | Вер 2023 | Ningbo International Tennis Open, КНР          | WTA 250       | Тверде     | Віра Звонарьова         | Ґо Ханю Цзян Сіньюй                           | 4–6, 6–3, [10–5]      |
| Перемога  | 13–6 | Жов 2023 | Jiangxi International Women's Tennis Open, КНР | WTA 250       | Тверде     | Віра Звонарьова         | Ері Ходзумі Макото Ніномія                    | 6–4, 6–2              |
| Перемога  | 14–6 | Лис 2023 | Фінал WTA, Мексика                             | WTA Фінали    | Тверде     | Віра Звонарьова         | Ніколь Меліхар-Martinez Еллен Перес           | 6–4, 6–4              |
| Поразка   | 14–7 | Тра 2024 | Мастерс Мадрид, Іспанія                        | WTA 1000      | Ґрунт      | Барбора Крейчикова      | Крістіна Букша Сара Соррібес Тормо            | 0–6, 2–6              |
| Перемога  | 15–7 | Жов 2024 | Japan Women's Open, Японія                     | WTA 250       | Тверде     | Ена Сібахара            | Крістіна Букса Моніка Нікулеску               | 3–6, 6–2, [10–2]      |
| Поразка   | 15–8 | Жов 2024 | Toray Pan Pacific Open, Японія                 | WTA 500       | Тверде     | Ена Сібахара            | Сюко Аояма Ходзумі Ері                        | 4–6, 6–7(3–7)         |
| Поразка   | 15–9 | Січ 2025 | Adelaide International, Австралія              | WTA 500       | Тверде     | Беатріс Аддад Майя      | Ґо Ханю Олександра Панова                     | 5–7, 4–6              |
| Перемога  | 16–9 | Чер 2025 | Nottingham Open, Велика Британія               | WTA 250       | Трава      | Беатріс Аддад Мая       | Анна Даніліна Ена Сібахара                    | 6–3, 6–2              |

### Фінал WTA

#### Парний розряд: 1 (1 титул)
| Результат | Рік  | Турнір            | Покриття | Партнерка       | Супротивниці               | Рахунок  |
| --------- | ---- | ----------------- | -------- | --------------- | -------------------------- | -------- |
| Перемога  | 2023 | Фінал WTA, Cancún | Тверде   | Віра Звонарьова | Ніколь Меліхар Еллен Перес | 6–4, 6–4 |